# Замкова гора
Замкова гора (Гора Яновского) — высочайшая вершина Краковско-Ченстоховской возвышенности. Высота (по данным последних измерений) 516 м над уровнем моря. На старых туристических картах указывается высота 503 или 504 м над уровнем моря. Расположена в южной части Ченстоховской возвышенности на территории деревни Подзамче в гмине Огродзенец.
Восхождение не требует альпинистского снаряжения